# 大疙瘩短蜂介
大疙瘩短蜂介（学名：Mutilus metanodulus）为半花介科短蜂介屬下的一个种。